# HKS Łódź
Harcerski Klub Sportowy Łódź (HKS Łódź) – klub sportowy w Łodzi, istniejący w latach 1922–1939 oraz kilka lat po wojnie. W 1938 roku nazwę klubu zmieniono na Harcerski Klub Sportowy „Znicz”.

## Historia
Początki klubu wiążą się z istnieniem drużyny piłkarskiej, zawiązanej w 1921 r. przy XX Łódzkiej Drużynie Harcerskiej im. J. Sułkowskiego przy Szkole Powszechnej przy ul. Nawrot 12. Po kilku miesiącach zapadła decyzja o utworzeniu, na bazie tej drużyny, klubu sportowego HKS Łódź. Na zebraniu założycielskim 19 listopada 1922 r. wybrano prezesa klubu, mecenasa Jana Gajewskiego oraz sekretarza - Eugeniusza Stępnia. Na klub składały się początkowo dwie sekcje – piłkarska i lekkoatletyczna, a siedzibą był lokal przy ul. Skwerowej 16. Później doszły też koszykówka i piłka siatkowa.
Problemy finansowe sprawiały, że sportowcy w klubie rywalizowali początkowo głównie między sobą, a w latach 1925–1926 działalność klubu była zawieszona. Po reaktywacji działalności powstały nowe sekcje: szachowa, pingpongowa oraz gier zespołowych mężczyzn i kobiet. Od 1928 r. drużyny zaczęły rozgrywać mecze w ramach regularnych mistrzostw okręgu łódzkiego, a siedzibę klubu przeniesiona na ul. Ewangelicką 9 (siedziba Chorągwi Łódzkiej ZHP).
W 1932 r. przemysłowiec Artur Wutke przekazał klubowi plac przy ul. Piotrkowskiej 178/180, gdzie wkrótce powstało boisko. Na tej bazie powstały silne drużyny piłki ręcznej i siatkówki. Zawodniczki tych dyscyplin zaczęły odgrywać czołową rolę w Polsce - dwukrotnie zdobyły mistrzostwo kraju i kilkakrotnie wicemistrzostwo. Zawodniczki HKS Łódź, Bogusława Połomska i Irena Kordowska, były członkiniami kadry narodowej w siatkówce.
17 maja 1938 r. walne zgromadzenie klubu zmieniło jego nazwę na Harcerski Klub Sportowy „Znicz”, a przy drużynie powołano koło przyjaciół.
W klubie debiutowała polska olimpijka (oszczep; Berlin 1936) Maria Kwaśniewska.
Klub istniał także po wojnie, w 1948 r. zawodniczki sekcji siatkarskiej zdobyły kolejny raz wicemistrzostwo Polski.

## Prezesi klubu
- Jan Gajewski
- Szczęsny Połomski
- Władysław Kuryluk
- Albin Grabowski

## Największe sukcesy
- Mistrzostwo Polski w piłce siatkowej – 1937
- Mistrzostwo Polski w piłce ręcznej – 1939
- Wicemistrzostwo Polski w piłce siatkowej – 1930, 1931, 1932, 1938, 1939, 1948
- Wicemistrzostwo Polski w hazenie kobiet – 1931, 1935, 1937[2]